# 이재균 (1974년)
이재균(1974년 6월 21일 ~ )은 대한민국의 전 프로게임단 감독이다. 웅진의 전신 한빛 스타즈 시절부터 감독자리에 있었으며 웅진 스타즈로 변경된 이후부터 해체될 때까지 감독직을 맡고 있었다. 현재는 스타크래프트 프로리그 경기 위원장으로 감독직 이후에도 e스포츠와 인연을 계속 이어가고 있다.

## 수상 내역
- 2001년 6월 제1회 월드사이버게임즈 국가대표 감독
- 2002년 2월 온게임넷 어워드 “최고의 감독상” 수상 이재균
- 2002년 8월 KTF EVER컵 프로리그 준우승
- 2002년 10월 LIFE ZONE MBC게임 팀리그 준우승
- 2004년 1월 LG IBM MBC게임 팀리그 4위
- 2004년 2월 네오위즈 피망컵 프로리그 3위
- 2004년 7월 SKY 프로리그 2004 1Round 우승
- 2004년 8월 투싼배 MBC게임 팀리그 4위
- 2004년 10월 SKY 프로리그 2004 2Round 공동 3위
- 2005년 2월 SKY 프로리그 2004 그랜드파이널 Grand Final 우승
- 2005년 7월 SKY 프로리그 2005 전기리그 4위
- 2005년 10월 KTF bigi KOREA e-sports 2005 스타크래프트 부문 준우승
- 2006년 12월 SKY 프로리그 2006 후기리그 4위
- 2010년 3월 신한은행 위너스리그 09-10 3위
- 2010년 8월 경남-STX컵 마스터즈 2010 4위
- 2013년 6월 SK플래닛 스타크래프트 Ⅱ 프로리그 12-13 정규시즌 우승
- 2013년 6월 SK플래닛 스타크래프트Ⅱ 프로리그 12-13 정규시즌 감독상
- 2013년 8월 SK플래닛 스타크래프트 Ⅱ 프로리그 12-13 준우승
- 2014년 2월 2013 대한민국 e-스포츠 대상 스타크래프트 Ⅱ 부문 최우수 프로게임단 (웅진 스타즈)